# Luci Cepasi
Luci Cepasi (en llatí Lucius Caepasius) va ser un qüestor romà contemporani de l'orador Hortensi que va exercir la magistratura juntament amb el seu germà Gai Cepasi. Eren coneguts com els Cepasis, llatí Caepasii. Sembla que van obtenir el càrrec gràcies a la seva oratòria, però tot i la seva elaboració no era prou polida, diu Ciceró.